# B'Lá
B'Lá là một xã thuộc huyện Bảo Lâm, tỉnh Lâm Đồng, Việt Nam.

## Địa lý
Xã B'Lá nằm ở phía tây bắc huyện Bảo Lâm, có vị trí địa lý:
- Phía đông giáp thị trấn Lộc Thắng và xã Lộc Phú
- Phía tây giáp xã Lộc Bắc
- Phía nam giáp xã Lộc Tân
- Phía bắc giáp xã Lộc Bảo và xã Lộc Lâm.

Xã B'Lá có diện tích 80,59 km², dân số năm 2022 là 3.570 người, mật độ dân số đạt 44 người/km².

## Lịch sử
Ngày 30 tháng 10 năm 2000, Chính phủ ban hành Nghị định số 62/2000/NĐ-CP về việc thành lập xã B' Lá trên cơ sở 7.424 ha diện tích tự nhiên và 3.302 nhân khẩu của xã Lộc Quảng.